# Col de Prat-de-Bouc
Le col de Prat-de-Bouc est un col à 1 392 mètres d'altitude situé dans les monts du Cantal, dans le département du même nom, au sein du Massif central. Il se trouve à l'est du Plomb du Cantal. Au pied de celui-ci se trouve la station du Lioran et le domaine nordique de Prat de Bouc - Haute Planèze.

## Toponymie
L'étymologie de l'oronyme Prat-de-Bouc est discutée (grammatici certant). Traditionnellement, les chercheurs considèrent qu'il s'agit du « pré de bouc ». Il serait issu de prat, « pré » en méridional (d'où les noms de Pradal, Prade, Pradel, Pradillon, Delaprat, Beaupré, Prédeau, Prémare, Presle, Préval qui désignaient celui qui possédait un pré ou qui y conduisait les bêtes). Le bouc pourrait faire penser à l'animal mais le terme utilisé en toponymie est probablement plus en rapport avec le bois. Les mots « bois » (du bas-latin boscus, issu du germanique busk), « bocage » (boschage « forêt touffue »), « bosquet » (bas-latin boschetum « petit-bois ») ont en effet donné une multitude de noms d'homme (Bosq, Dubosc, Dubost, Dubois, Bosquet, etc.), de terroirs et de lieux (bocages, Bouquet, Boschet, Bouchet, Boucat, Boucheron, Bosc, Bostz, Bou, Bouc, Bue, etc.). Prat-de-Bouc désignerait ainsi le « pré boisé ».

## Géographie
Le col peut être franchi par deux versants : 
- par le sud, en venant de Paulhac (par le hameau de Bélinay) ou de Cézens (par le hameau de la Sagnette) ou depuis Brezons en passant par le col de la Griffoul ;
- par le nord, en venant de Murat et Albepierre-Bredons.

## Activités

### Sports d'hiver
Le col de Prat-de-Bouc est une des portes d'entrée de la station de sports d'hiver du Lioran. Il dispose de ses propres remontées mécaniques pour le ski alpin : 1 télésiège et 5 téléskis pour 14 pistes, permettant de rejoindre le Plomb du Cantal et le reste de la station du Lioran.
Il fait partie du domaine nordique de Prat de Bouc - Haute Planèze.

### Randonnées
Prat-de-Bouc est le point de départ de nombreuses possibilités de randonnées : pédestres, VTT, ski de fond, ski de randonnée et parcours de trail.

### Escalade
Plusieurs voies d'escalade sont présentes au rocher des Prés Marty, au rocher du Mouflon, au rocher du Montagnard et aux rochers de Chamalière.

### Ornithologie
Le col de Prat-de-Bouc est un haut lieu de la migration d'oiseaux en Auvergne. Des milliers d'oiseaux le survolent à l'automne. 163 espèces d'oiseau y ont été observées depuis 1972. C'est une zone d'intérêt communautaire pour les oiseaux et une zone naturelle d'intérêt écologique, faunistique et floristique.

## Tour de France
Il a été franchi à 3 reprises par le Tour de France. Il est classé en 2e catégorie. Voici les coureurs qui ont franchi les premiers le col :
| Année | Étape | Catégorie | 1er au sommet     |
| ----- | ----- | --------- | ----------------- |
| 2011  | 9e    | 2         | Johnny Hoogerland |
| 2004  | 10e   | 2         | Richard Virenque  |
| 1975  | 13e   | 2         | Eddy Merckx       |